# Casa Tauffer din Cluj-Napoca

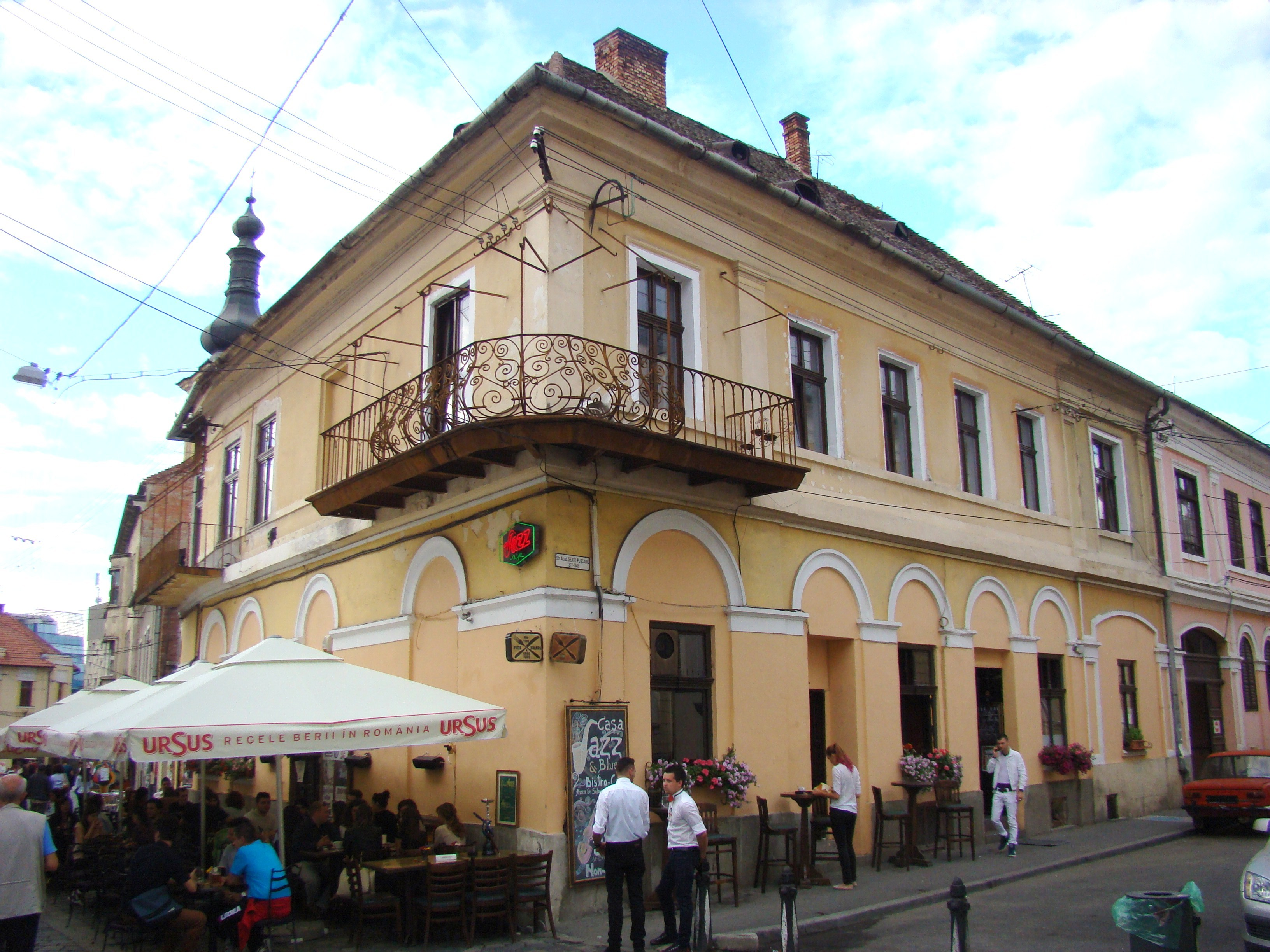
Casa Tauffer din Cluj-Napoca

Cunoscuta Casă Tauffer din Cluj-Napoca (str. Vasile Goldiș nr. 2, colț cu str. Sextil Pușcariu) a fost construită la începutul secolului al XIX-lea.